# Shukusei!! Loli God Requiem
Shukusei!! Loli God Requiem (Originaltitel: 粛聖!! ロリ神レクイエム☆ Shukusei!! Rori Kami Rekuiemu) ist ein Lied der japanischen Webvideoproduzentin Ui Shigure aus ihrem Debütalbum Mada ame wa yamanai.
Es wurde am 25. Mai 2022 auf digitaler Ebene als Musikdownload und Musikstream veröffentlicht. Geschrieben und komponiert wurde knapp viereinhalb Minuten lange Stück von D.watt und Maron vom Dōjin-Musikzirkel IOSYS.
Nachdem im September 2023 ein Musikvideo veröffentlicht worden war, erreichte das Lied virale Bekanntheit und avancierte zu einem Internetphänomen.

## Komposition und Inhalt
Geschrieben wurde der Liedtext von D.watt, während die Musik von Maron komponiert wurde. Beide sind Mitglieder des Dōjin-Musikzirkels IOSYS. Der Gesang im Lied wird von Shigures fiktiven neunjährigen Charakter „Loli Ui“ beigesteuert, die ab und zu in ihren Videos zu sehen ist. Der Arbeitstitel dies Liedes lautete laut Maron 粛聖☆ブタバコミュニケーション!! Shukusei: Butaba Communication!!.
Das Stück ist aus der Perspektive der fiktiven neunjährigen „Loli Ui“ geschrieben, welche sich darin gegen Lolicons wendet – eine Anspielung auf einen Insiderwitz aus Shigures Fan-Community. Im Refrain des Liedes droht sie denjenigen, die versuchen sie sexuell zu belästigen, mit Gefangenschaft und verspottet diese in ihrem Appell.
Kitagawa von Kai-you.net teilt das Lied in zwei Hälften. Die erste Hälfte des Liedes ist geprägt von einem fröhlich wirkenden und actionanreichenden Popklang, welcher dann zum Dubstep mit verstärkten Basslinien wechselt. Nach der Sektion, in der Ui ihren Laserstrahl abfeuert, wird die Musik düsterer.

## Veröffentlichung
Das Lied wurde am 21. Mai 2022 in einer Vorschau in Shigures Live-Stream auf YouTube gezeigt. Es ist auf ihrem Debütalbum Mada ame wa yamanai zu finden, welche am 25. Mai veröffentlicht wurde. Ein offizielles Musikvideo wurde am 10. September 2023 Shigures YouTube-Kanal veröffentlicht. Die Illustration wurde von Shigure in Zusammenarbeit mit dem Animator Gagame angefertigt, während die Videoproduktion Warabe Hōzuki zugeschrieben wird.

## Musikvideo
Die Illustrationen entstanden in einer Zusammenarbeit zwischen Shigure und dem Animator Gagame. Die Videoproduktion wurde durch Warabe Hōzuki realisiert. Es wurde am 10. September 2023 auf Shigures YouTube-Kanal hochgeladen.
Das Video zeigt unter anderem einen Tanz von „Loli Ui“ und vorbeiziehende Kommentare, wie sie auf der Plattform Nico Nico Douga erscheinen. Diese repräsentieren im Musikvideo die potenziellen Kinderschänder. Im weiteren Verlauf sieht man Ui mehrfach einen Laserstrahl auf eine schneckenartige Kreatur abfeuern. Ihre im Video dargestellte sadistische Art zu spotten wurde als dem Mesugaki (メスガキ)-Charakterarchetyp entsprechend bezeichnet. Dieser beschreibt ein provokatives Verhalten junger Mädchen gegenüber Erwachsenen um diese sexuell zu verführen.

## Rezeption
Das Lied erfuhr lange Zeit keine Beachtung und ging zwischenzeitlich aufgrund eines anderen Liedes von Shigure unter. Nach der Veröffentlichung des Musikvideos knapp eineinhalb Jahre später ging das Lied unerwarteterweise viral und wurde zu einem weltweiten Internetphänomen. Innerhalb von 17 Tagen wurde das Video mehr als 17 Millionen Mal angesehen, wodurch es zu einem der schnellstwachsenden Musikvideos von VTubern wurde. Das Lied erreichte in Japan Platz eins der Viral-Top-50-Charts auf Spotify und verblieb bis zum 8. Oktober an der Spitze dieser Charts. In den Top-User-Generated-Songs-Charts, die von Billboard Japan erhoben werden, erreichte das Lied zum 4. Oktober 2023 Platz eins. Ebenso erreichte es Notierungen in den Heatseekers-Charts und den Download Songs Charts von Billboard Japan. Auch in den von Oricon erhobenen digitalen Singlecharts erreichte das Lied eine Platzierung.
Die Qualität der Animation von Shigures Tanz im Musikvideo war mitausschlaggebend für den Anstieg der Popularität des Liedes. Nutzer der App TikTok veröffentlichten Videoausschnitte, in dem sie bzw. computergenerierte Modelle von sich selbst oder aus Videospielen dabei zu sehen sind, den Tanz nachzuahmen. Dieser Trend ging etwas später auf Plattformen wie Twitter und YouTube über. Kitagawa beschrieb, dass der Trend aufgrund des Zusammenspiels zwischen Musik und Video zustande kam. Masahiro Daisuke schrieb für Tunecore, dass der Trend bei Jugendlichen populär ist, während die Musik selbst ein Überbleibsel aus der japanischen Netzkultur zu Zeiten von Nico Nico Douga sei.